# Metacrobeles amblyurus
Metacrobeles amblyurus  is een levendbarende, rondworm, die tot de familie Cephalobidae behoort. de soort is gevonden in West-Afrika en in de zandduinen van Death Valley, Californië.
De larven van Metacrobeles amblyurus kunnen in een anhydrobiotische rusttoestand langere tijd in het droge zand overleven. Door het verlies van hun lichaamsvocht verschrompelen ze, en bovendien maken ze trehalose aan, een suiker dat voorkomt dat hun weefsels door de uitdroging beschadigd raken.
De soort heeft net als andere Metacrobeles-soorten een ver naar voren liggende vulva en vijf laterale lijnen. De staart is stomp conisch. Probolae (gespecialiseerde uitstulpingen rond de mondopening) van Metacrobeles amblyurus zijn laag kegelvormig afgerond en de aangrenzende lippen zijn vergroeid tot drie lippen. De zeer smalle vulva lijkt bij volwassen vrouwtjes te zijn afgesloten. De larven komen in het lichaam van de moeder uit het ei. In de lichaamsholte van het vrouwtje ontwikkelen de larven door een proces dat endotokia matricida (moedermoord) wordt genoemd, waarbij het vrouwtje uiteindelijk dood gaat. 